# Saxicola rubetra
Lo stiaccino (Saxicola rubetra (Linnaeus, 1758)) è un uccello passeriforme della famiglia dei Muscicapidi.

## Descrizione
La taglia di questo insettivoro è abbastanza piccola, 12 cm di lunghezza e 18 g di peso medio. Il dimorfismo sessuale è caratterizzato dall'assenza di nero sul capo della femmina e dal petto meno rossiccio. Per il resto la taglia e i colori sono abbastanza simili: dorso, ali e coda di colore bruno e nero, ventre, sopraccigli e  qualche remigante bianchi.

## Biologia

### Alimentazione
Lo stiaccino caccia catturando le prede spesso in volo. Se la vegetazione è rada, caccia anche sui prati ed i campi, come fanno uccelli insettivori di taglia più grande.

### Riproduzione
Nidifica da maggio a luglio, depone fino a sei uova di colore azzurro.

## Distribuzione e habitat
Lo si incontra in tutta Europa e buona parte di Asia ed Africa; in Italia è visibile nelle zone montagnose, come le Alpi e l'Appennino, dovunque ci siano habitat con vegetazione sparsa, praterie naturali, brughiere. Sulla Sila (Calabria) si trovano le popolazioni nidificanti all’estremo limite meridionale d’Italia .

## Galleria d'immagini

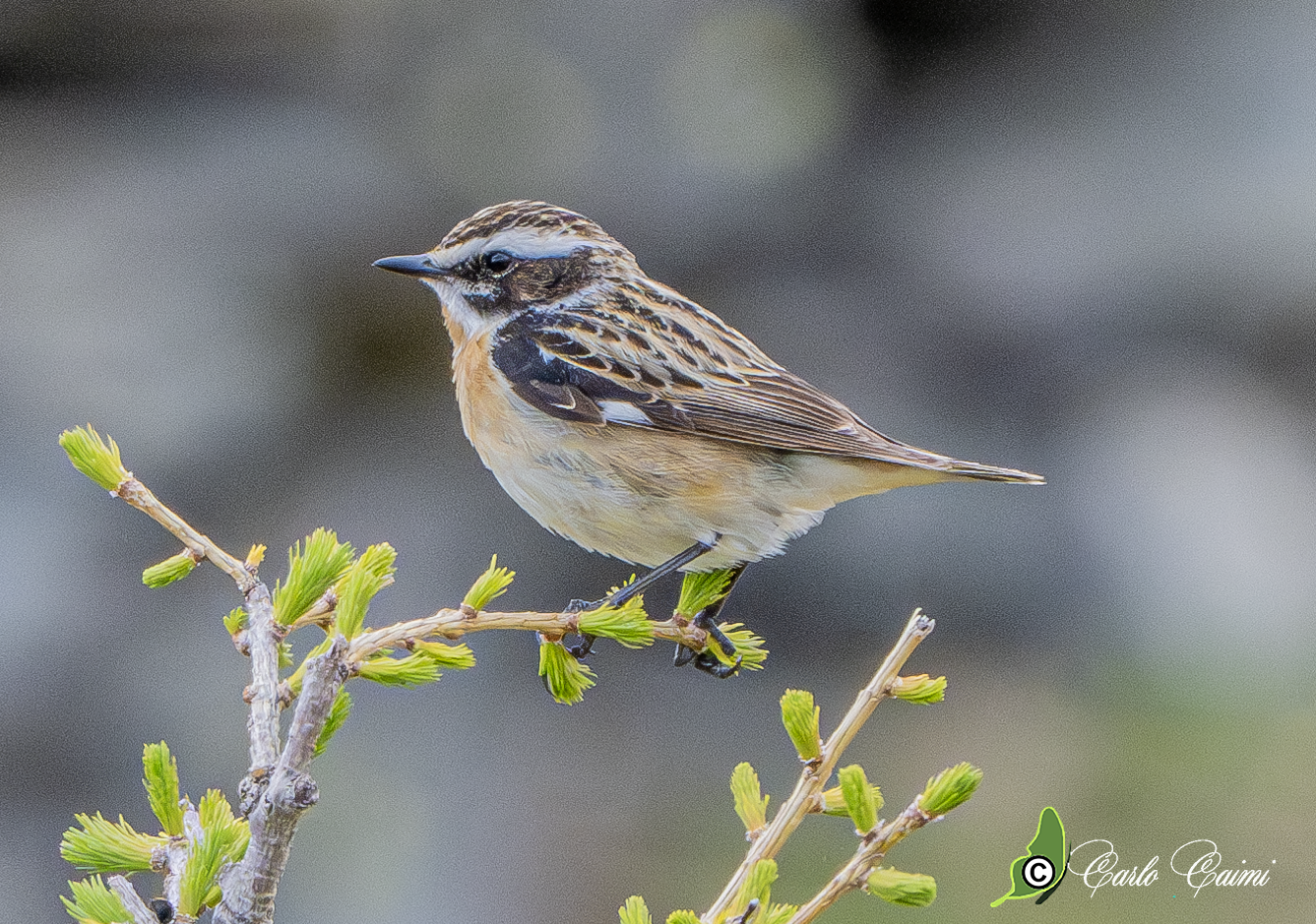
Saxicola rubetra-Passo dello Spluga (SO)
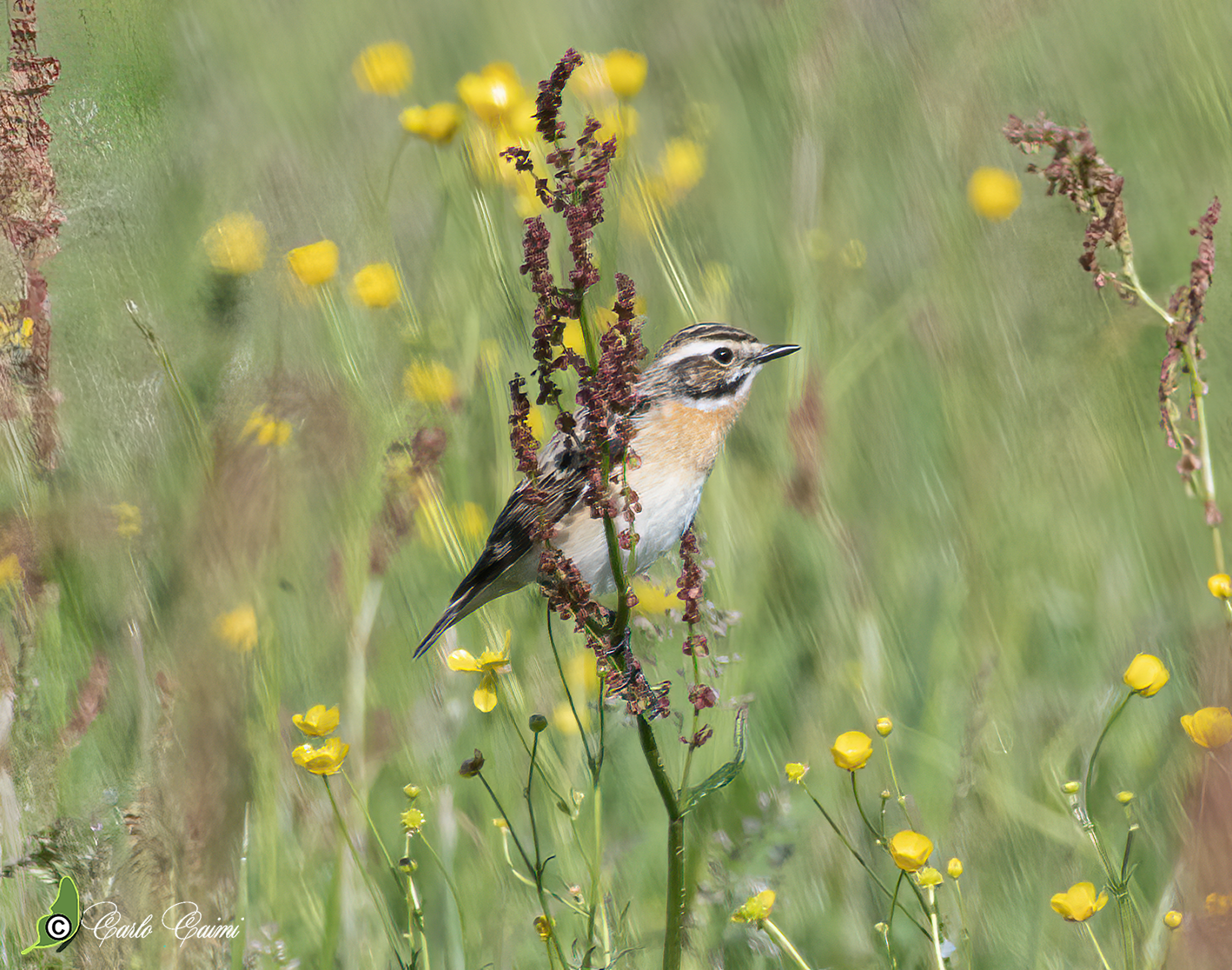
Saxicola rubetra-Lombardia, Como
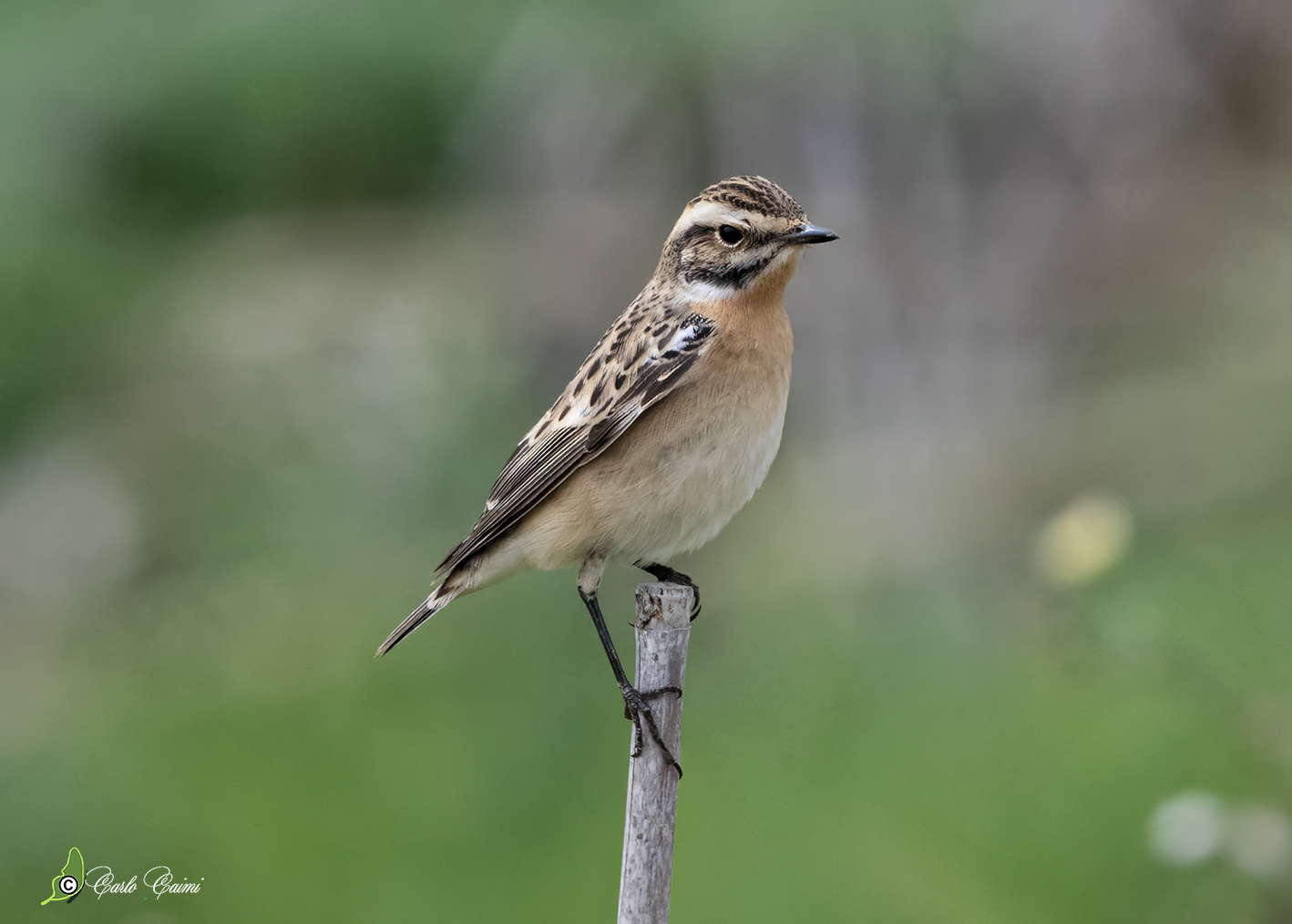
Saxicola rubetra-Lazio, Ventotene (LT)
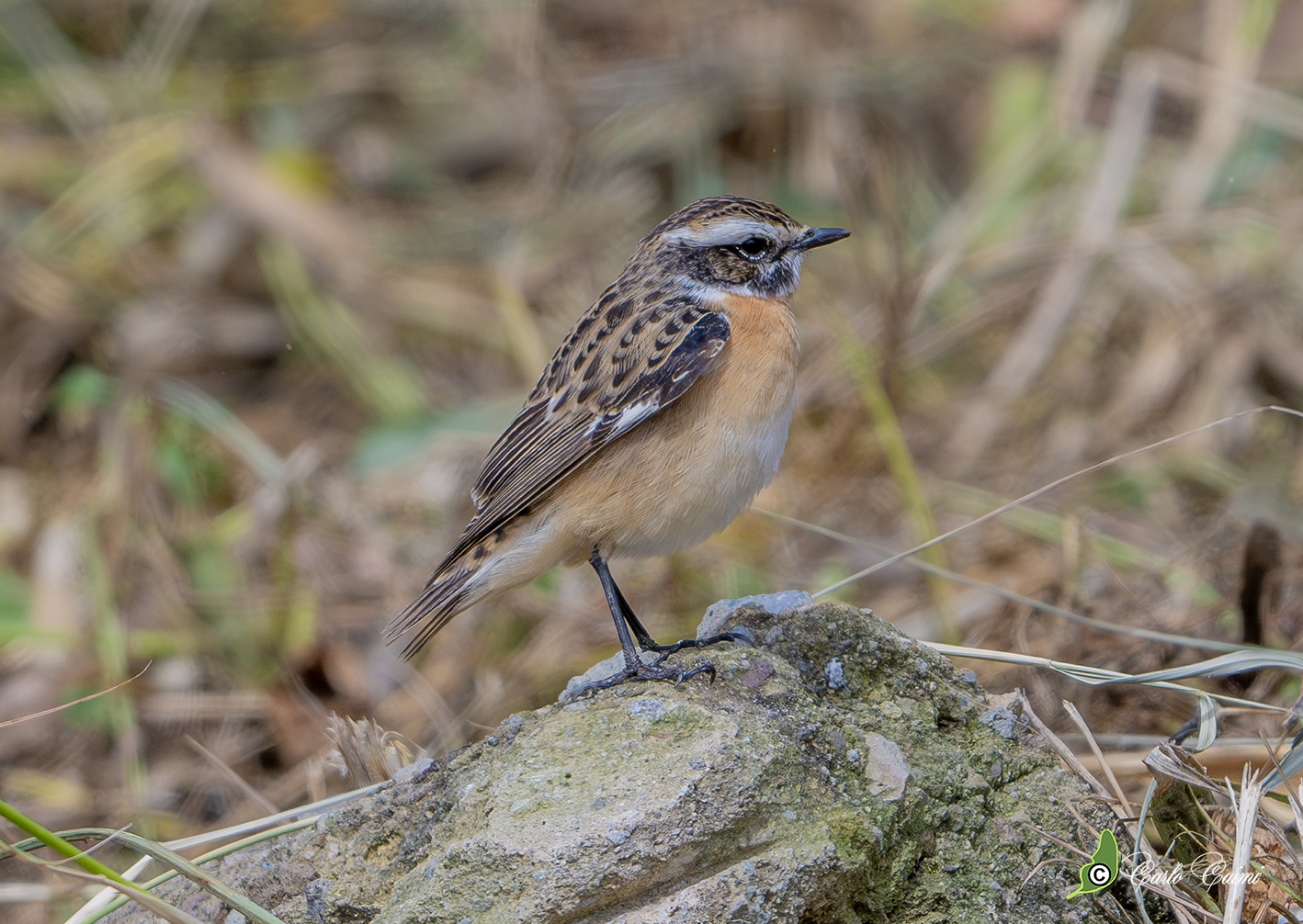
Saxicola rubetra-Lazio, Ventotene (LT)